# Vittorio Pozzo
(Giorgio Bocca. «Pozzo, Meazza e Piola. L'Italia a misura d'uomo», da la Repubblica, 7 luglio 2006)
Vittorio Giuseppe Luigi Enrico Pozzo (Torino, 2 marzo 1886 – Torino, 21 dicembre 1968) è stato un calciatore, allenatore di calcio e giornalista italiano, commissario tecnico della nazionale italiana negli anni trenta e quaranta, e unico allenatore vincitore di due edizioni del campionato del mondo, peraltro consecutive: nel 1934 e nel 1938, record tuttora imbattuto.
Oltre a queste già citate vittorie, si è aggiudicato le Olimpiadi del 1936 (unico allenatore a vincere sia i Mondiali sia le Olimpiadi, conquistando l’unico titolo per la nazionale italiana) e due Coppe Internazionali (competizione precorritrice del campionato europeo per nazioni) per un totale di cinque titoli.
Sulla sua prima vittoria nella Coppa Jules Rimet del 1934 fu realizzata nel 1990 la miniserie televisiva Il colore della vittoria. Fino al 2022 ha detenuto il record di imbattibilità per un allenatore ai Mondiali (8 vittorie e 1 pareggio).

## Carriera
Vittorio Pozzo nacque da una famiglia di origini biellesi, precisamente di Ponderano, e di modeste condizioni economiche, da Luigi Pozzo e Domenica Villa. Frequentò il Liceo classico Cavour a Torino, la sua città natale; in seguito studiò lingue e giocò a calcio in Francia, Svizzera ed Inghilterra, amando particolarmente quest'ultimo paese e cercando di capire e far suoi i segreti del calcio inglese. Appassionato di calcio e tifoso del Torinese, a soli undici anni vendette, con degli amici, alcuni libri di latino per vedere la prima partita di calcio giocata in Italia, Genoa-Rappresentanza Torino, che si svolse il giorno dell'Epifania del 1898 a Genova e venne vinta dalla squadra torinese.
Da calciatore militò nella squadra riserve elvetica dei Grasshoppers (anni 1905-1906), che lasciò per tornare nella sua Torino, dove contribuì a fondare il Torino Football Club, squadra nella quale militò per cinque stagioni, sino al ritiro dall'attività agonistica, nel 1911, e di cui fu direttore tecnico dal 1912 al 1922. Terminati gli studi, entrò alla Pirelli, dove divenne dirigente, incarico che lascerà per assumere quello di commissario unico della nazionale italiana, accettandolo con l'unica e singolare condizione di non essere retribuito.

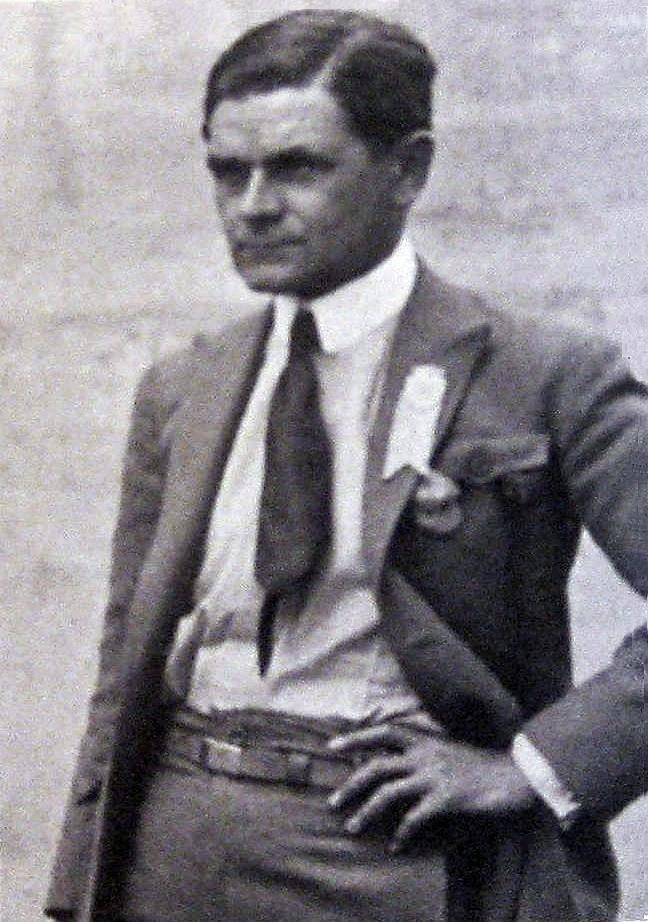
Pozzo alla guida del Torino negli anni 1920

Pozzo venne nominato per la prima volta commissario tecnico della nazionale di calcio in occasione delle Olimpiadi di Stoccolma, nel giugno 1912: era l'esordio assoluto per una selezione italiana in una competizione ufficiale. La squadra venne eliminata al primo turno perdendo 3-2 con la Finlandia dopo i tempi supplementari. Pozzo si dimise e tornò a lavorare alla Pirelli; la nazionale ritornò nelle mani della cosiddetta "commissione tecnica", un curioso comitato variamente composto da dirigenti federali, arbitri, calciatori, ex calciatori, allenatori e giornalisti.
In tutto il suo primo periodo la nazionale fu guidata da questo gruppo eterogeneo di composizione variabile: Pozzo fu di fatto la sola persona a rivestire il ruolo di commissario unico sino alla fine degli anni quaranta, con le brevi eccezioni di Augusto Rangone (1925-1928) e Carlo Carcano (1928-1929). Pozzo prese parte alla prima guerra mondiale in veste di tenente degli Alpini. Questa esperienza lo segnò profondamente: ne trasse un'esperienza di rigore morale ed educazione alla modestia e all'essenzialità spartana della vita di trincea, che applicò costantemente ai rapporti umani e alla professione sportiva.
Nel 1921 fu incaricato dalla Federcalcio di studiare un progetto di riforma del campionato per ovviare alle tensioni tra le grandi squadre e le società minori, poiché le prime ritenevano che il numero di partecipanti al campionato andasse ridotto. La mediazione di Pozzo fallì e la crisi sfociò nella scissione tra la FIGC e la CCI, rientrata comunque l'anno seguente.
Nel 1924, in occasione delle Olimpiadi parigine, Pozzo venne nuovamente nominato commissario unico. Questa volta gli azzurri riuscirono ad arrivare ai quarti, dove vennero battuti per 2-1 dalla Svizzera, poi finalista. Anche in seguito a questa sconfitta, Pozzo si dimise e tornò a dedicarsi al suo lavoro e alla moglie, che poco tempo dopo perderà per una malattia. Dopo la scomparsa della moglie, Pozzo si trasferì a Milano, dove al suo lavoro in Pirelli affiancò quello di giornalista per La Stampa di Torino, che continuò quasi sino alla morte.

### Dieci anni d'oro

Da sinistra: Pozzo, CT azzurro, dà indicazioni a Monzeglio e Bertolini prima dei supplementari di Italia-Cecoslovacchia, finale della Coppa Rimet 1934; il capitano Combi sembra preso da altro, mentre Monti discute con il vice di Pozzo, Carcano

Nel 1929 l'allora presidente della FIGC Leandro Arpinati gli chiese di guidare nuovamente la squadra azzurra. Pozzo, per la terza volta, accettò, dando il via al periodo d'oro della nazionale italiana. Nel volgere di un decennio e ispirato nello schema tattico applicato con successo dalla Juventus allenata da Carlo Carcano, di cui i suoi giocatori avevano vinto gli ultimi quattro campionati di Serie A fino a quel momento, costituirono l'asse portante; Pozzo collezionò un palmarès difficilmente uguagliabile. Vinse infatti due titoli mondiali nel 1934 e nel 1938, un oro olimpico nel 1936 (l'unico del calcio italiano) e due Coppe Internazionali (manifestazione antesignana del Campionato europeo di calcio) nel 1930 e 1935.
L'unica vittoria che sfuggì all'Italia di Pozzo di quell'irripetibile decennio fu quella della Coppa Internazionale del 1932, in cui l'Italia si classificò comunque seconda.
In un'epoca in cui i maghi erano ancora sconosciuti, Vittorio Pozzo seppe crearsi una solida popolarità senza fare ricorso ad acrobazie tecniche e verbali, ma con la concreta eloquenza dei risultati. Anche se non sempre seppe o volle liberarsi dalla retorica imperante dei tempi (amava preparare spiritualmente i giocatori agli incontri ricordando loro la battaglia del Piave e si diceva che facesse cantar loro le canzoni di guerra degli alpini, ma lo stesso interessato ha poi smentito in un'intervista televisiva), Pozzo dimostrò una rigorosa serietà morale e professionale che lo contraddistinse anche da commentatore sportivo.
Il tenente Pozzo fu anche il primo a fare uso sistematico dei "ritiri", i periodi di isolamento in preparazione di un evento sportivo. Le sedi scelte normalmente erano residenze molto essenziali, in omaggio allo stile militaresco del CT, che però era anche un maestro nel creare spirito di gruppo e nel cementare i rapporti personali, prevenendo malumori e lacerazioni nello spogliatoio.
Riguardo alle critiche ricevute per aver convocato giocatori oriundi nel vittorioso mondiale del 1934, riferendosi al fatto che gli stessi prestavano servizio nell'esercito, disse: "Se possono morire per l'Italia, possono anche giocare per l'Italia".
In un'appassionata pagina, Giorgio Bocca lo ricorda così:
(Giorgio Bocca. Pozzo, Meazza e Piola. L'Italia a misura d'uomo. «La Repubblica», 7 luglio 2006)

Pozzo viene portato in trionfo dopo la vittoria del primo titolo mondiale del calcio italiano

Un altro giudizio lo dà un suo concittadino, lo scrittore e giornalista Gianpaolo Ormezzano:
(G. Ormezzano. Il calcio: una storia mondiale. Longanesi, Milano, 1989, ISBN 88-304-0918-9)
Pozzo, pare, amava portare con sé due portafortuna: il primo era una scheggia della Coppa Internazionale. Il trofeo era una sorta di antenato del Campionato europeo di calcio e Pozzo l'aveva vinto per la prima volta l'11 maggio 1930, quando a Budapest la sua nazionale batté l'Ungheria per 5-0 nell'ultima e decisiva partita. Avvenne che il trofeo cadesse per terra e, essendo interamente in cristallo di Boemia, si rompesse in numerosi pezzi senza poter essere riparato. Il secondo portafortuna era un biglietto per l'Inghilterra, dono di un familiare, che Pozzo non utilizzò mai.
Nel 1938 fu insignito della Stella al merito sportivo.
Dal 24 novembre 1935 al 20 luglio 1939 Pozzo inanellò una serie di 30 risultati utili consecutivi, un record poi superato nel 2021 da Roberto Mancini.

### Tattica
Fino agli anni trenta, la tattica più diffusa nel calcio era stata la cosiddetta piramide di Cambridge, cioè un 2-3-5 a forma di piramide rovesciata che aveva il suo vertice nel portiere. L'ideazione di questo schema è attribuita alla squadra del noto college britannico, mentre il suo lancio è dovuto ai Blackburn, che lo applicarono per la prima volta negli anni novanta dell'Ottocento, vincendo cinque coppe di Lega.
Per oltre un trentennio questo modulo conobbe ininterrotta fortuna nelle isole britanniche e, di riflesso, nel mondo intero. Negli anni del primo dopoguerra, per evoluzione, dalla piramide ebbero origine simultaneamente il WM, o sistema, praticato dall'Arsenal di Herbert Chapman e il metodo, i cui padri sono comunemente identificati in Vittorio Pozzo e nel suo amico e rivale Hugo Meisl, per venticinque anni allenatore della nazionale austriaca.

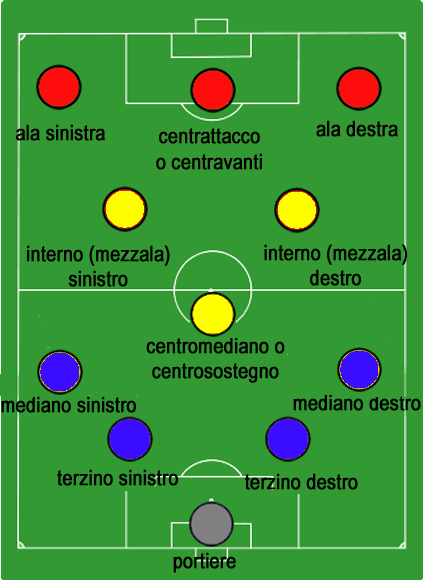
Il Metodo di Vittorio Pozzo

Pozzo e Meisl svilupparono l'idea di uno schieramento con due difensori arretrati e un giocatore centrale posto dinnanzi alla difesa, in mezzo ai due mediani. Questo giocatore, detto appunto centromediano metodista, fungeva da cardine della manovra ed era un vero e proprio antenato del "regista" all'italiana. Rispetto al sistema, lo spostamento in avanti del difensore centrale forniva un maggiore sostegno ai mediani. Infine, l'arretramento verso la mediana dei due inside forward, gli "attaccanti interni" della piramide (detti anche "mezze ali"), dava origine ad una formazione del tipo 2-3-2-3, o "WW", poiché ripeteva sul campo la forma di queste lettere. In questo modo si creava di fatto una superiorità numerica a centrocampo: la difesa risultava più protetta e i contrattacchi risultavano più rapidi ed efficaci.
Mentre Meisl si mostrò propenso ad applicare una versione dinamica del metodo, dando di fatto origine ad un ibrido con il "sistema", Pozzo rimase legato alla prima versione della sua tattica, dichiarandosi sempre decisamente contrario all'introduzione dello schema inglese, che egli riteneva poco adatto alle caratteristiche atletiche e allo stile degli italiani.

Dimostrando comunque di non avere una visione preconcetta della tattica, Pozzo seppe adattare i suoi convincimenti: col tempo, infatti, crebbe nel suo gioco l'importanza delle mezze ali interne, anche perché ebbe a disposizione due fortissimi interpreti di quel ruolo come Giuseppe Meazza e Giovanni Ferrari, che non a caso furono gli unici due titolari fissi di entrambe le selezioni campioni del mondo.

### Dopo il ritiro
Su pressioni della Federcalcio, Pozzo diede le dimissioni da commissario tecnico il 5 agosto del 1948. Era ritenuto un uomo del passato, non più adatto a ricoprire il suo ruolo: veniva identificato con i successi sportivi del regime fascista. Inoltre rimaneva un convinto assertore della validità del metodo, mentre le squadre maggiormente vincenti all'epoca applicavano il sistema. Tra queste, paradossalmente, c'era il Grande Torino, ossatura della sua nazionale negli anni del secondo dopoguerra.
Al momento del ritiro, Pozzo era stato commissario tecnico della nazionale per 6.927 giorni: un primato mondiale ancora imbattuto. Aveva collezionato 97 panchine con la nazionale, con un totale di 65 vittorie, 17 pareggi e 15 sconfitte. La sua percentuale di vittorie è pari al 67,01% delle partite giocate: un record tra i CT azzurri. Il suo ultimo, straziante, atto ufficiale fu il riconoscimento dei corpi dilaniati dei calciatori del Grande Torino, suoi amici e allievi, periti il 4 maggio 1949 nella tragedia di Superga.
Nel 1948, in occasione del 50º anniversario della F.I.G.C., fu insignito del titolo di pioniere del calcio italiano.
Negli anni tra il 1948 e il 1958 Vittorio Pozzo partecipò piuttosto assiduamente, in qualità di consigliere nel direttivo tecnico, alla creazione del Centro Tecnico Federale di Coverciano. Questa attività avvenne grazie all'espressa richiesta fatta alla Federcalcio dall'amico e dirigente sportivo Luigi Ridolfi, che aveva ideato il Centro Tecnico e che ne curò la costruzione fino alla propria morte. Pozzo morì il 21 dicembre del 1968, all'età di 82 anni, a Torino e le sue spoglie riposano nel cimitero di Ponderano (BI), paese di origine della sua famiglia.
Nel 1986 gli venne intitolato l'allora Stadio Comunale di Torino (oggi Stadio Olimpico Grande Torino), mentre nel giugno 2008 fu la volta dello stadio di Biella e, in precedenza, di quello di Boscoreale. Nel 2011 gli venne assegnato un Riconoscimento alla memoria nella Hall of fame del calcio italiano. Dal 2016 i suoi cimeli sono esposti a Ponderano in un museo a lui dedicato.

## Statistiche

### Statistiche da allenatore

#### Nazionale
| Squadra | Naz                                   | dal                                                                  | al                                                                | Record | Record | Record | Record     | Record | Record | Record | Record |
| G       | V                                     | N                                                                    | P                                                                 | GF     | GS     | DR     | % Vittorie |        |        |        |        |
| ------- | ------------------------------------- | -------------------------------------------------------------------- | ----------------------------------------------------------------- | ------ | ------ | ------ | ---------- | ------ | ------ | ------ | ------ |
| Italia  | Italia (bandiera) · Italia (bandiera) | 29 giugno 1912 (1ºperiodo) 9 marzo 1924 (2ºperiodo) 1º dicembre 1929 | 3 luglio 1912 (1ºperiodo) 2 giugno 1924 (2ºperiodo) 5 agosto 1948 | 97     | 65     | 17     | 15         | 237    | 129    | +108   | 67,01  |

#### Panchine da commissario tecnico della nazionale italiana
| Cronologia completa delle presenze e delle reti in nazionale ― Italia | Cronologia completa delle presenze e delle reti in nazionale ― Italia | Cronologia completa delle presenze e delle reti in nazionale ― Italia | Cronologia completa delle presenze e delle reti in nazionale ― Italia | Cronologia completa delle presenze e delle reti in nazionale ― Italia | Cronologia completa delle presenze e delle reti in nazionale ― Italia | Cronologia completa delle presenze e delle reti in nazionale ― Italia    | Cronologia completa delle presenze e delle reti in nazionale ― Italia |
| Data                                                                  | Città                                                                 | In casa                                                               | Risultato                                                             | Ospiti                                                                | Competizione                                                          | Reti                                                                     | Note                                                                  |
| --------------------------------------------------------------------- | --------------------------------------------------------------------- | --------------------------------------------------------------------- | --------------------------------------------------------------------- | --------------------------------------------------------------------- | --------------------------------------------------------------------- | ------------------------------------------------------------------------ | --------------------------------------------------------------------- |
| 29-06-1912                                                            | Stoccolma                                                             | Finlandia                                                             | 3 – 2                                                                 | Italia                                                                | Olimpiadi 1912                                                        | Franco Bontadini Enrico Sardi                                            | Cap: -                                                                |
| 01-07-1912                                                            | Solna                                                                 | Svezia                                                                | 0 – 1                                                                 | Italia                                                                | Olimpiadi 1912                                                        | Franco Bontadini                                                         | Cap: -                                                                |
| 09-03-1924                                                            | Milano                                                                | Italia                                                                | 0 – 0                                                                 | Spagna                                                                | Amichevole                                                            | -                                                                        | Cap: -                                                                |
| 06-04-1924                                                            | Budapest                                                              | Ungheria                                                              | 7 – 1                                                                 | Italia                                                                | Amichevole                                                            | Luigi Cevenini                                                           | Cap: -                                                                |
| 25-05-1924                                                            | Colombes                                                              | Italia                                                                | 1 – 0                                                                 | Spagna                                                                | Olimpiadi 1924                                                        | aut. Vallana                                                             | Cap: -                                                                |
| 29-05-1924                                                            | Vincennes                                                             | Italia                                                                | 2 – 0                                                                 | Lussemburgo                                                           | Olimpiadi 1924                                                        | Adolfo Baloncieri Giuseppe Della Valle                                   | Cap: -                                                                |
| 02.06-1924                                                            | Parigi                                                                | Svizzera                                                              | 2 – 1                                                                 | Italia                                                                | Olimpiadi 1924                                                        | Giuseppe Della Valle                                                     | Cap: -                                                                |
| 01-12-1929                                                            | Milano                                                                | Italia                                                                | 6 – 1                                                                 | Portogallo                                                            | Amichevole                                                            | Marcello Mihalich 2 Raimundo Orsi 2 Adolfo Baloncieri Attila Sallustro   | Cap: -                                                                |
| 09-02-1930                                                            | Roma                                                                  | Italia                                                                | 4 – 2                                                                 | Svizzera                                                              | Amichevole                                                            | Poretti 2 Giuseppe Meazza 2                                              | Cap: -                                                                |
| 02-03-1930                                                            | Roma                                                                  | Germania                                                              | 0 – 2                                                                 | Italia                                                                | Amichevole                                                            | Adolfo Baloncieri Giuseppe Meazza                                        | Cap: -                                                                |
| 06-04-1930                                                            | Amsterdam                                                             | Paesi Bassi                                                           | 1 – 1                                                                 | Italia                                                                | Amichevole                                                            | Adolfo Baloncieri                                                        | Cap: -                                                                |
| 11-05-1930                                                            | Budapest                                                              | Ungheria                                                              | 0 – 5                                                                 | Italia                                                                | 1° Coppa Internazionale                                               | Raffaele Costantino Mario Magnozzi Giuseppe Meazza 3                     | Cap: -                                                                |
| 22-06-1930                                                            | Bologna                                                               | Italia                                                                | 2 – 3                                                                 | Spagna                                                                | Amichevole                                                            | Raffaele Costantino 2                                                    | Cap: -                                                                |
| 25-01-1931                                                            | Bologna                                                               | Italia                                                                | 5 – 0                                                                 | Francia                                                               | Amichevole                                                            | Giuseppe Meazza 3 Renato Cesarini Renato Cattaneo                        | Cap: -                                                                |
| 22-02-1931                                                            | Milano                                                                | Italia                                                                | 2 – 1                                                                 | Austria                                                               | Coppa Internazionale                                                  | Giuseppe Meazza Raimundo Orsi                                            | Cap: -                                                                |
| 12-02-1933                                                            | Bruxelles                                                             | Belgio                                                                | 2 – 3                                                                 | Italia                                                                | Amichevole                                                            | Giuseppe Meazza 2 Raffaele Costantino                                    | Cap: -                                                                |
| 02-04-1933                                                            | Ginevra                                                               | Svizzera                                                              | 0 – 3                                                                 | Italia                                                                | Coppa Internazionale                                                  | Angelo Schiavio 2 Giuseppe Meazza                                        | Cap: -                                                                |
| 07-05-1933                                                            | Firenze                                                               | Italia                                                                | 2 – 0                                                                 | Cecoslovacchia                                                        | Coppa Internazionale                                                  | Giovanni Ferrari Angelo Schiavio                                         | Cap: -                                                                |
| 12-05-1933                                                            | Roma                                                                  | Italia                                                                | 1 – 1                                                                 | Inghilterra                                                           | Amichevole                                                            | Giovanni Ferrari                                                         | Cap: -                                                                |
| 22-10-1933                                                            | Budapest                                                              | Ungheria                                                              | 0 – 1                                                                 | Italia                                                                | Coppa Internazionale                                                  | Felice Borel                                                             | Cap: -                                                                |
| 03-12-1933                                                            | Firenze                                                               | Italia                                                                | 5 – 2                                                                 | Svizzera                                                              | Coppa Internazionale                                                  | Giovanni Ferrari Mario Pizziolo Raimundo Orsi Giuseppe Meazza Luis Monti | Cap: -                                                                |
| 11-02-1934                                                            | Torino                                                                | Italia                                                                | 2 – 4                                                                 | Austria                                                               | Coppa Internazionale                                                  | Enrique Guaita 2                                                         | Cap: -                                                                |
| 25-03-1934                                                            | Milano                                                                | Italia                                                                | 4 – 0                                                                 | Grecia                                                                | Qual.Mondiali 1934                                                    | Giuseppe Meazza 2 Anfilogino Guarisi Giovanni Ferrari                    | Cap: -                                                                |
| 27-05-1934                                                            | Roma                                                                  | Italia                                                                | 7 – 1                                                                 | Stati Uniti                                                           | Mondiali 1934                                                         | Angelo Schiavio 3 Raimundo Orsi 2 Giuseppe Meazza Giovanni Ferrari       | Cap: -                                                                |
| 31-05-1934                                                            | Firenze                                                               | Italia                                                                | 1 – 1                                                                 | Spagna                                                                | Mondiali 1934                                                         | Giovanni Ferrari                                                         | Cap: -                                                                |
| 01-06-1934                                                            | Firenze                                                               | Italia                                                                | 1 – 0                                                                 | Spagna                                                                | Mondiali 1934                                                         | Giuseppe Meazza                                                          | Cap: -                                                                |
| 03-06-1934                                                            | Firenze                                                               | Italia                                                                | 1 – 0                                                                 | Austria                                                               | Mondiali 1934                                                         | Enrique Guaita                                                           | Cap: -                                                                |
| 10-06-1934                                                            | Roma                                                                  | Italia                                                                | 2 – 1                                                                 | Cecoslovacchia                                                        | 1º titolo mondiale                                                    | Raimundo Orsi Angelo Schiavio                                            | Cap: -                                                                |
| 14-11-1934                                                            | Londra                                                                | Inghilterra                                                           | 3 – 2                                                                 | Italia                                                                | Amichevole                                                            | Giuseppe Meazza 2                                                        | Cap: -                                                                |
| 09-12-1934                                                            | Milano                                                                | Italia                                                                | 4 – 2                                                                 | Ungheria                                                              | Amichevole                                                            | Enrique Guaita 2 Giovanni Ferrari Giuseppe Meazza                        | Cap: -                                                                |
| 17-02-1935                                                            | Roma                                                                  | Italia                                                                | 4 – 2                                                                 | Francia                                                               | Amichevole                                                            | Giuseppe Meazza 2                                                        | Cap: -                                                                |
| 24-03-1935                                                            | Vienna                                                                | Austria                                                               | 0 – 2                                                                 | Italia                                                                | Coppa Internazionale                                                  | Silvio Piola 2                                                           | Cap: -                                                                |
| 27-10-1935                                                            | Praga                                                                 | Cecoslovacchia                                                        | 2 – 1                                                                 | Italia                                                                | Coppa Internazionale                                                  | Alfredo Pitto                                                            | Cap: -                                                                |
| 24-11-1935                                                            | Milano                                                                | Italia                                                                | 2 – 2                                                                 | Ungheria                                                              | 2° Coppa Internazionale                                               | Gino Colaussi Giovanni Ferrari                                           | Cap: -                                                                |
| 05-04-1936                                                            | Zurigo                                                                | Svizzera                                                              | 1 – 2                                                                 | Italia                                                                | Amichevole                                                            | Atilio Demaría Gino Colaussi                                             | Cap: -                                                                |
| 17-05-1936                                                            | Milano                                                                | Italia                                                                | 2 – 2                                                                 | Austria                                                               | Amichevole                                                            | Atilio Demaría Piero Pasinati                                            | Cap: -                                                                |
| 31-05-1936                                                            | Budapest                                                              | Ungheria                                                              | 1 – 2                                                                 | Italia                                                                | Amichevole                                                            | Piero Pasinati Giuseppe Meazza                                           | Cap: -                                                                |
| 03-08-1936                                                            | Berlino                                                               | Italia                                                                | 1 – 0                                                                 | Stati Uniti                                                           | Olimpiadi 1936                                                        | Annibale Frossi                                                          |                                                                       |
| 07-08-1936                                                            | Berlino                                                               | Italia                                                                | 8 – 0                                                                 | Giappone                                                              | Olimpiadi 1936                                                        | Carlo Biagi 4 Annibale Frossi 3 Giulio Cappelli                          | Cap: -                                                                |
| 10-08-1936                                                            | Berlino                                                               | Italia                                                                | 2 – 1                                                                 | Norvegia                                                              | Olimpiadi 1936                                                        | Alfonso Negro Annibale Frossi                                            | Cap: -                                                                |
| 15-08-1936                                                            | Berlino                                                               | Italia                                                                | 2 – 1                                                                 | Austria                                                               | 1º titolo olimpico                                                    | Annibale Frossi 2                                                        | Cap: -                                                                |
| 25-10-1936                                                            | Milano                                                                | Italia                                                                | 4 – 2                                                                 | Svizzera                                                              | Coppa Internazionale                                                  | Silvio Piola 2 Giuseppe Meazza Piero Pasinati                            | Cap: -                                                                |
| 15-11-1936                                                            | Berlino                                                               | Germania                                                              | 2 – 2                                                                 | Italia                                                                | Amichevole                                                            | Gino Colaussi Giovanni Ferrari Piero Pasinati                            | Cap: -                                                                |
| 13-12-1936                                                            | Genova                                                                | Italia                                                                | 2 – 0                                                                 | Cecoslovacchia                                                        | Amichevole                                                            | Piero Pasinati Giovanni Ferrari                                          | Cap: -                                                                |
| 25-04-1937                                                            | Torino                                                                | Italia                                                                | 2 – 0                                                                 | Ungheria                                                              | Coppa Internazionale                                                  | Gino Colaussi Annibale Frossi                                            | Cap: -                                                                |
| 23-05-1937                                                            | Praga                                                                 | Cecoslovacchia                                                        | 0 – 1                                                                 | Italia                                                                | Coppa Internazionale                                                  | Silvio Piola                                                             | Cap: -                                                                |
| 27-05-1937                                                            | Oslo                                                                  | Norvegia                                                              | 1 – 3                                                                 | Italia                                                                | Amichevole                                                            | Silvio Piola 2 Giuseppe Meazza                                           | Cap: -                                                                |
| 31-10-1937                                                            | Ginevra                                                               | Svizzera                                                              | 2 – 2                                                                 | Italia                                                                | Coppa Internazionale                                                  | Silvio Piola 2                                                           | Cap: -                                                                |
| 05-12-1937                                                            | Parigi                                                                | Francia                                                               | 0 – 0                                                                 | Italia                                                                | Amichevole                                                            | -                                                                        | Cap: -                                                                |
| 15-05-1938                                                            | Milano                                                                | Italia                                                                | 6 – 1                                                                 | Belgio                                                                | Amichevole                                                            | Silvio Piola 3 Giuseppe Meazza Michele Andreolo Piero Pasinati           | Cap: -                                                                |
| 22-05-1938                                                            | Genova                                                                | Italia                                                                | 4 – 0                                                                 | Jugoslavia                                                            | Amichevole                                                            | Gino Colaussi Silvio Piola Giuseppe Meazza Giovanni Ferrari              | Cap: -                                                                |
| 05-06-1938                                                            | Marsiglia                                                             | Italia                                                                | 2 – 1                                                                 | Norvegia                                                              | Mondiali 1938                                                         | Pietro Ferraris Giuseppe Meazza                                          | Cap: -                                                                |
| 12-06-1938                                                            | Marsiglia                                                             | Francia                                                               | 1 – 3                                                                 | Italia                                                                | Mondiali 1938                                                         | Gino Colaussi Silvio Piola 2                                             | Cap: -                                                                |
| 16-06-1938                                                            | Marsiglia                                                             | Italia                                                                | 2 – 1                                                                 | Brasile                                                               | Mondiali 1938                                                         | Gino Colaussi Giuseppe Meazza                                            | Cap: -                                                                |
| 19-06-1938                                                            | Colombes                                                              | Italia                                                                | 4 – 2                                                                 | Ungheria                                                              | 2º titolo mondiale                                                    | Gino Colaussi 2 Silvio Piola 2                                           | Cap: -                                                                |
| 20-11-1938                                                            | Bologna                                                               | Italia                                                                | 2 – 0                                                                 | Svizzera                                                              | Amichevole                                                            | Gino Colaussi aut. Minelli                                               | Cap: -                                                                |
| 04-12-1938                                                            | Napoli                                                                | Italia                                                                | 1 – 0                                                                 | Francia                                                               | Amichevole                                                            | Amedeo Biavati                                                           | Cap: -                                                                |
| 26-03-1939                                                            | Napoli                                                                | Italia                                                                | 3 – 2                                                                 | Germania                                                              | Amichevole                                                            | Silvio Piola Amedeo Biavati                                              | Cap: -                                                                |
| 13-05-1939                                                            | Milano                                                                | Italia                                                                | 2 – 2                                                                 | Inghilterra                                                           | Amichevole                                                            | Amedeo Biavati Silvio Piola                                              | Cap: -                                                                |
| 04-06-1939                                                            | Belgrado                                                              | Jugoslavia                                                            | 1 – 2                                                                 | Italia                                                                | Amichevole                                                            | Silvio Piola Gino Colaussi                                               | Cap: -                                                                |
| 08-06-1939                                                            | Budapest                                                              | Ungheria                                                              | 1 – 2                                                                 | Italia                                                                | Amichevole                                                            | Silvio Piola Gino Colaussi 2                                             | Cap: -                                                                |
| 11-06-1939                                                            | Bucarest                                                              | Romania                                                               | 0 – 1                                                                 | Italia                                                                | Amichevole                                                            | Gino Colaussi                                                            | Cap: -                                                                |
| 20-07-1939                                                            | Helsinki                                                              | Finlandia                                                             | 2 – 3                                                                 | Italia                                                                | Amichevole                                                            | Silvio Piola 3                                                           | Cap: -                                                                |
| 12-11-1939                                                            | Zurigo                                                                | Svizzera                                                              | 3 – 1                                                                 | Italia                                                                | Amichevole                                                            | Ettore Puricelli                                                         | Cap: -                                                                |
| 26-11-1939                                                            | Berlino                                                               | Germania                                                              | 5 – 2                                                                 | Italia                                                                | Amichevole                                                            | Neri Demaria                                                             | Cap: -                                                                |
| 03-03-1940                                                            | Torino                                                                | Italia                                                                | 1 – 1                                                                 | Svizzera                                                              | Amichevole                                                            | Corbelli                                                                 | Cap: -                                                                |
| 14-04-1940                                                            | Roma                                                                  | Italia                                                                | 2 – 1                                                                 | Romania                                                               | Amichevole                                                            | Biavati Piola                                                            | Cap: -                                                                |
| 05-05-1940                                                            | Milano                                                                | Italia                                                                | 3 – 2                                                                 | Germania                                                              | Amichevole                                                            | Colaussi Bertoni Biavati                                                 | Cap: -                                                                |
| 01-12-1940                                                            | Genova                                                                | Italia                                                                | 1 – 1                                                                 | Ungheria                                                              | Amichevole                                                            | Trevisan                                                                 | Cap: -                                                                |
| 05-04-1942                                                            | Genova                                                                | Italia                                                                | 4 – 0                                                                 | Croazia                                                               | Amichevole                                                            | Gabetto Ferraris Biavati Grezar                                          | Cap: -                                                                |
| 19-04-1942                                                            | Milano                                                                | Italia                                                                | 4 – 0                                                                 | Spagna                                                                | Amichevole                                                            | Mazzola Ferraris Piola Loik                                              | Cap: -                                                                |
| 11-11-1945                                                            | Zurigo                                                                | Svizzera                                                              | 4 – 4                                                                 | Italia                                                                | Amichevole                                                            | Piola Loik Biavati 2                                                     | Cap: -                                                                |
| 01-12-1946                                                            | Milano                                                                | Italia                                                                | 3 – 2                                                                 | Austria                                                               | Amichevole                                                            | Castigliano Mazzola Piola                                                | Cap: -                                                                |
| 27-04-1947                                                            | Milano                                                                | Italia                                                                | 5 – 2                                                                 | Svizzera                                                              | Amichevole                                                            | Mazzola Menti 3 Loik Piola                                               | Cap: -                                                                |
| 11.05-1947                                                            | Torino                                                                | Italia                                                                | 3 – 2                                                                 | Ungheria                                                              | Amichevole                                                            | Gabetto 2 Loik                                                           | Cap: -                                                                |
| 09-11-1947                                                            | Vienna                                                                | Austria                                                               | 5 – 1                                                                 | Italia                                                                | Amichevole                                                            | Carapellese                                                              | Cap: -                                                                |
| 14-12-1947                                                            | Bari                                                                  | Italia                                                                | 3 – 1                                                                 | Cecoslovacchia                                                        | Amichevole                                                            | Menti Gabetto Carapellese                                                | Cap: -                                                                |
| 04-04-1948                                                            | Colombes                                                              | Francia                                                               | 1 – 3                                                                 | Italia                                                                | Amichevole                                                            | Carapellese 2 Gabetto                                                    | Cap: -                                                                |
| 16-05-1948                                                            | Torino                                                                | Italia                                                                | 0 – 4                                                                 | Inghilterra                                                           | Amichevole                                                            | -                                                                        | Cap: -                                                                |
| 02-08-1948                                                            | Brentford                                                             | Italia                                                                | 9 – 0                                                                 | Stati Uniti                                                           | Olimpiadi 1948 - 2º turno                                             | Pernigo 4 Cavigioli 2 Caprile Stellin Turconi                            | Cap: -                                                                |
| 05-08-1948                                                            | Londra                                                                | Danimarca                                                             | 5 – 3                                                                 | Italia                                                                | Olimpiadi 1948 - Quarti                                               | Cavigioli Caprile Pernigo                                                | Cap: -                                                                |
| Totale                                                                |                                                                       | Presenze                                                              | 97                                                                    |                                                                       | Reti                                                                  | 237                                                                      |                                                                       |

## Palmarès

### Allenatore

#### Nazionale
- Coppa Internazionale: 2  (record)

Italia: 1927-1930, 1933-1935
- Campionato mondiale: 2  (record)

Italia: Italia 1934, Francia 1938
- Oro olimpico: 1

Italia: Berlino 1936

### Monografie
- Antonino Fugardi, Il calcio dalle origini ad oggi, Bologna, Cappelli, 1966.
- Simon Martins, Calcio e fascismo - Lo sport nazionale sotto Mussolini, Oscar Mondadori, Milano, 2004
- Gianpaolo Ormezzano, Il calcio: una storia mondiale. Longanesi, Milano, 1989, ISBN 88-304-0918-9.
- Antonio Papa, Guido Panico, Storia sociale del calcio in Italia dai club dei pionieri alla nazione sportiva (1887-1945), Il Mulino, Bologna 1993, ISBN 88-15-08764-8.
- Vittorio Pozzo, Campioni del mondo - Quarant'anni di storia del calcio italiano, CEN, Roma, 1968 (2ª ed.)
- Dario Ronzulli, Vittorio Pozzo, il padre del calcio italiano, Minerva Edizioni, Bologna, 2022